# Lindenhurst (Illinois)
Lindenhurst é uma vila localizada no estado americano de Illinois, no Condado de Lake.

## Demografia
Segundo o censo americano de 2000, a sua população era de 12.539 habitantes.
Em 2006, foi estimada uma população de 14.632, um aumento de 2093 (16.7%).

## Geografia
De acordo com o United States Census Bureau tem uma área de 10,5 km², dos quais 9,6 km² cobertos por terra e 0,9 km² cobertos por água.

## Localidades na vizinhança
O diagrama seguinte representa as localidades num raio de 8 km ao redor de Lindenhurst.